# دیک ساویت
دیک ساویت (انگلیسی: Dick Savitt؛ زادهٔ ۴ مارس ۱۹۲۷) تنیس‌باز اهل ایالات متحده آمریکا است.
او در مسابقات کشوری و بین‌المللی در مجموع برندهٔ ۲ مدال طلا شده‌است.